# 格利泽412
Gliese 412是一個位於大熊座的雙星系統。 距離太陽16光年。這兩個組成部分都是相對暗淡的紅矮星。
該系統的兩個恆星組成部分的預計距離約為152天文單位，估計的軌道半長軸為190天文單位。 主星大約有太陽質量的48% ，而伴星只有10%。 主星的自轉速度小於3公里/秒；伴星的自轉速度為7.7±1.7 公里/秒。
該系統的空間速度分量為 U = 141、V = –7 和 W = 7。它們是銀河系成員。

## X 射線源
伴星是一顆耀星，被稱為 WX 大熊座。它的特徵是一顆UV Ceti型變星，光度偶爾會增加。早在1939年，荷蘭天文學家阿德里安·范馬納恩就觀測到了這顆恆星的耀斑。
伴星 (WX 大熊座)已被確定為X 射線源，而主星未檢測到明顯的 X 射線發射。 視差為 204.059 ±0.169 mas, 代表距離太陽約為 16 光年。